# Lambda Cassiopeiae
Désignations
Lambda Cassiopeiae (λ Cassiopeiae / λ Cas) est une étoile binaire de la constellation boréale de Cassiopée. Elle est visible à l'œil nu avec une magnitude apparente combinée de 4,73. Le système présente une parallaxe annuelle de 8,64 mas telle que mesurée par le satellite Hipparcos, ce qui permet d'en déduire qu'il est distant d'approximativement ∼ 380 a.l. (∼ 117 pc) de la Terre. Il se rapproche du Système solaire à une vitesse radiale de −12 km/s.
Les deux composantes du système sont des étoiles bleu-blanc de la séquence principale. Son membre le plus brillant, désigné Lambda Cassiopeiae A, brille d'une magnitude apparente de 5,5, tandis que son compagnon, Lambda Cassiopeiae B, a une magnitude de 5,8. Les deux étoiles sont séparées de 0,6 seconde d'arc et complètent une orbite autour de leur centre de masse commun en à peu près 250 ans. L'étoile primaire montre une excès d'émission dans l'infrarouge, possiblement en raison de la présence d'un disque de débris ou tout autre matériel en orbite.